# 莎拉·赫克托
莎拉·赫克托（瑞典語：Sara Hector，1992年9月4日—），瑞典女子高山滑雪运动员。她曾代表瑞典参加2014年、2018年和2022年冬季奥林匹克运动会高山滑雪比赛，获得一枚金牌。